# Abay Gyula (színművész)
Abay Gyula, névváltozata: Abai, született Hilsenkopf Gyula (Szentes, 1877. június 22. – Budapest, 1952. szeptember 4.) magyar színész.

## Élete
Szülei Hilsenkopf Ádám színész és Bera Anna színésznő voltak. 1894. március 24-én lépett először színpadra Kömley Gyulánál. 1900 és 1902 között Szegeden lépett fel Krecsányi Ignác társulatában. 1926-ban vonult nyugdíjba, de filmszerepeket vállalt.
Első felesége Bodrogi Margit (1883. február 25. – Bp. 1931. szeptember 30.) színésznő volt. 1932. március 28-án Budapesten, a Józsefvárosban ismét házasságot kötött. Második felesége Tánczos Terézia volt.

## Főbb szerepei

### Filmszerepei
- Zavaros éjszaka (1940)
- Beáta és az ördög (1940)
- Háry János (1941)
- Kísértés (1941)
- Ragaszkodom a szerelemhez (1943)
- Szováthy Éva (1943)
- Tengerparti randevú (1943, magyar-bolgár)